# Jordan Mechner
Jordan Mechner est un programmeur, game designer et scénariste de jeu vidéo, né à New York en 1964. Il s'est fait connaître en développant les jeux Karateka (1984) et surtout Prince of Persia (1989). Passionné de cinéma, il a écrit et réalisé divers courts-métrages et documentaires.

## Biographie
Jordan Mechner a commencé la programmation à l'âge de 15 ans, réalisant son premier jeu à l'âge de 18 ans,.
Encore étudiant à Yale, il crée Karateka (1984) sur Apple II, un des premiers jeux de combat sur ordinateur. Karateka se démarque notamment par la fluidité de l'animation et l'effet de profondeur donné par le scrolling : le premier plan se déplace tandis que le décor de fond reste fixe. Vendu à 500 000 exemplaires, ce jeu est alors considéré comme une référence.
Diplômé en 1985, il part s'installer en Californie, où il travaille pendant quatre ans sur un nouveau projet : Prince of Persia. Celui-ci sera traduit en six langues, porté sur une vingtaine de formats et se vendra à plus de deux millions d'exemplaires à travers le monde. La passion de Jordan Mechner pour le cinéma se retrouve dans le jeu à travers son scénario fouillé et bien construit, ses cinématiques, l'absence de score, la présence d'un temps limité pour terminer le jeu, mais surtout une animation à la qualité remarquable. Pour animer les personnages, Jordan Mechner a utilisé la technique d'animation appelée rotoscopie.
Prince of Persia est l’un des jeux les plus récompensés de l’histoire du jeu vidéo. L'influence du jeu fut importante et on la retrouve notamment dans Another World (1991) ou encore Tomb Raider (1995). Jordan Mechner fut moins impliqué dans le développement de ses suites, Prince of Persia 2: The Shadow and the Flame (1992) et Prince of Persia 3D (1999).
En 1993, il produit et réalise le documentaire Waiting for Dark et fonde Smoking Car Productions, un studio de développement de jeu vidéo basé à San Francisco. Il conçoit et dirige alors le jeu d'aventure The Last Express (1997).
Après cette expérience, il prend ses distances avec l'industrie du jeu et s'oriente vers sa grande passion : l'écriture de scénarios et la réalisation. Jordan Mechner fera un retour dans l'industrie du jeu vidéo en 2003 chez Ubi Soft avec Prince of Persia : Les Sables du Temps.
En avril 2023, il fait paraître aux éditions Delcourt un roman graphique autobiographique intitulé « Replay : Mémoires d'une famille » racontant l'histoire de sa famille sur trois générations.
Il parle couramment français et vit actuellement en France à Montpellier.

## Projets
Jeu vidéo
- 1984 - Karateka - game designer, scénariste, programmeur
- 1990 - Prince of Persia - game designer, scénariste, programmeur (Apple II)
- 1993 - Prince of Persia 2: The Shadow and the Flame - directeur, game designer, scénariste
- 1997 - The Last Express - directeur, game designer, scénariste
- 1999 - Prince of Persia 3D - consultant créatif
- 2003 - Prince of Persia : Les Sables du Temps - game designer, scénariste, consultant créatif

Film documentaire
- 1993 - Waiting for Dark
- 2003 - Chavez Ravine: A Los Angeles Story

Film
- 2010 - Prince of Persia : Les Sables du Temps, en tant que Producteur exécutif

Bandes dessinées
- 2013 - Templiers, en tant que scénariste
- 2023 - Replay : Mémoires d'une famille, en tant que scénariste, dessinateur et coloriste.